# Rebelión de Kočina Krajina
La revuelta de la "Krajina Koča" (en serbio: Кочина крајина, en serbocroata: Kocina Krajina), o la revuelta de los "Koča de la Krajina" fue una revuelta de los serbios contra el Imperio Otomano. Duró desde 1 de febrero de 1788 hasta el 7 de septiembre de 1788.

## Historia
El capitán de los Serbische Freikorps Koča Anđelković (1755-1788) y Mihajlo Milhajljević  fueron los líderes de esta rebelión, alentada por el Imperio austríaco en su guerra contra el Imperio Otomano. Las ciudades de Požarevac, Ćuprija, Paraćin, Kladovo y Negotin fueron ocupadas, lo que permitió a los Habsburgo tomar temporalmente el pachalik de Belgrado y enlazarlos con otros territorios de la corona. El período de la Krajina Koča duró tres años, hasta que los austriacos se vieron obligados a cruzar el Sava y el Danubio, junto a miles de familias serbias que temían represalias por parte de los otomanos en 1791. El futuro jefe de la Primera Insurrección Serbia contra los turcos, Karađorđe Petrović, participó en la revuelta y con sus tropas, incluso llegó a la ciudad de Novi Pazar. La respuesta de los otomanos a principios de esta revuelta fue uno de los factores que influyeron en el estallido de la revolución serbia quince años más tarde.

## Cuestiones
El historiador serbio Dušan T. Batakovic describió la "amargura" de los serbios que se sentían abandonados por los austriacos; dijo: "Fue durante esta guerra que, por última vez, los serbios lucharon para defender los intereses de los demás"